# Sammul Chan
Sammul Chan Kin-fung (n. 4 de mayo de 1978) es un actor, cantante y presentador de televisión hongkonés.

## Carrera
Chan debutó en 1997 como DJ para el "Metro Broadcast Corporation Limited", bajo su nombre de nacimiento, aunque la mayor parte de su tiempo, fue que simplemente se hiciera acreditar como  "Sammul". De 1997 a 1999, ha firmado contrato con tres sellos discográficos para lanzar sus álbumes, pero todos fueron infructuosos. Grabó un álbum de larga duración en mandarín en Taiwán, pero la etiqueta no.
En 1999, después de firmar un contrato con Ivy Entertainment y un contrato de filmación con TVB, comenzó a utilizar oficialmente su nombre artístico en chino como Chan Kin-fung y comenzó a filmar dramas de televisión. Más adelante se ganó el reconocimiento por interpretar su personaje principal en la serie "Survivor's Law" en el 2003, difundida por la red TVB y recibió más popularidad a través de su personaje en la serie televisiva de "Triumph in the Skies".

## Filmografía

### Película
| Año  | Título                          | Personaje         | Notas          |
| ---- | ------------------------------- | ----------------- | -------------- |
| 1999 | The Young Ones                  | Chan Chi-lung     |                |
| 1999 | Sunny Cops                      |                   |                |
| 2000 | Eternal Love                    |                   |                |
| 2001 | Phantom Call                    | Royie Chan        |                |
| 2001 | Ashes to Ashes: Against Smoking |                   |                |
| 2001 | The Avenging Fist               | Nova              | Voz            |
| 2001 | Shadow                          | Sammy             |                |
| 2002 | Irresistible Piggies            | Peter Pao         |                |
| 2003 | Man Suddenly in Black           | auxiliar de vuelo |                |
| 2005 | Colour of the Loyalty           |                   |                |
| 2005 | New Born                        | Chan Wang-fung    |                |
| 2005 | iSir                            |                   |                |
| 2006 | We Are Family                   | auxiliar de vuelo |                |
| 2007 | 200 Pounds Beauty               | Sang-jun          | Voz (Cantonés) |
| 2009 | Turning Point                   | policía           |                |
| 2011 | Turning Point 2                 |                   |                |

### Dramas de televisión
| Año     | Título                                | Personaje                         | Notas                                                                                           |
| ------- | ------------------------------------- | --------------------------------- | ----------------------------------------------------------------------------------------------- |
| 1999    | Side Beat                             | Choi                              | Episodio 2                                                                                      |
| 1999    | A Kindred Spirit                      | -                                 | Episodio 1102 (no acreditado)                                                                   |
| 1999    | Witness to a Prosecution              | Lau Wah                           | Episodios 17, 21                                                                                |
| 2000    | Armed Reaction II                     | Tim                               | Episodio 25                                                                                     |
| 2000    | Incurable Traits                      | General joven                     |                                                                                                 |
| 2000    | Crimson Sabre                         | -                                 | (no acreditado)                                                                                 |
| 2001    | The Heaven Sword and Dragon Sabre     | Sam                               | Episodios 15-17, 21-22                                                                          |
| 2001    | Reaching Out                          | Ken Kwok Kai-bong                 |                                                                                                 |
| 2003    | Survivor's Law                        | Vincent Cheuk Wai-ming            |                                                                                                 |
| 2003    | Triumph in the Skies                  | Donald Man Ho-chung               |                                                                                                 |
| 2003    | Point of No Return                    | Tsang Kwok-bong                   |                                                                                                 |
| 2004    | The Vigilante in the Mask             | Po Kwong                          |                                                                                                 |
| 2004    | ICAC Investigators 2004               | Ming                              | Episodio: "Abuse of Power"                                                                      |
| 2004    | Supreme Fate                          | Sammul                            | Episodio: "Sister's Pride"                                                                      |
| 2005    | Wong Fei-hung: Master of Kung Fu      | Leung Foon                        | Nominated — TVB Awards for Most Improved Actor                                                  |
| 2005    | The Academy                           | Lee Pak-kiu                       | Nominated — TVB Awards for Most Improved Actor                                                  |
| 2005    | When Rules Turn Loose                 | Dick Ching Hok-kan                |                                                                                                 |
| 2006    | Bar Benders                           | Lam Ka-suen                       | Nominated — TVB Awards for Most Improved Actor                                                  |
| 2006    | Maidens' Vow                          | Wang Yuk-luen Sheung Yat-kat      | Nominated — TVB Awards for Most Improved Actor Nominated — TVB Awards for Best Supporting Actor |
| 2006    | The Price of Greed                    | Tsui Fung / Mau Chi               | Warehoused Nominated — Astro Drama Awards for My Most Unforgettable Villain                     |
| 2007    | The White Flame                       | Yung Tak-kei                      | Previously warehoused; released overseas March 2002                                             |
| 2007    | The Academy II: On The First Beat     | PC. Lee Pak-kiu                   |                                                                                                 |
| 2007    | The Legend of Chu Liuxiang            | Emperador                         |                                                                                                 |
| 2007-08 | Survivor's Law II                     | Vincent Cheuk Wai-ming            |                                                                                                 |
| 2008    | The Last Princess                     | Wen Liangyu                       |                                                                                                 |
| 2008    | The Four                              | Chui Leuk-sheung / Chaser         |                                                                                                 |
| 2008    | Rose Martial World                    | Ming Shaoqing                     |                                                                                                 |
| 2009    | The Academy III: E.U.                 | PI. Lee Pak-kiu                   |                                                                                                 |
| 2009    | A Bride for a Ride                    | Chow Man-bun                      |                                                                                                 |
| 2009    | ICAC Investigators 2009               | Senior Investigator Chan Ka-ming  | Episodio: "Public, Private, Car"                                                                |
| 2010    | Beauty's Rival in Palace              | Liu Heng, Emperador Wen de Han    | Seoul International Drama Awards for Most Popular Male Artist (China)                           |
| 2010    | Reflection from the Misty Rain        | Zhang Cheng'en                    |                                                                                                 |
| 2010    | The Comeback Clan                     | Glenn Yip Chik-leung              |                                                                                                 |
| 2011    | Relic of an Emissary                  | Ma Sam-po / Cheng Wo              |                                                                                                 |
| 2011    | The Golden Age of the Leftover Ladies | Li Hao                            |                                                                                                 |
| 2011    | Guts of Man                           | Tung Fei                          | Previously warehoused, released overseas May 2005                                               |
| 2011    | Ai Shang Wei Xiao                     | Dr. Jiao Tianzuo                  | Tudou internet drama                                                                            |
| 2011    | ICAC Investigators 2011               | Senior Investigator Wu Ching-yuen | Episodio 5: "Private Patients"                                                                  |
| 2012    | In Search of the Supernatural         | Su He / Xiao Dai                  |                                                                                                 |
| 2012    | Luan Shi Jia Ren                      | He Tian                           |                                                                                                 |
| 2013    | Wheel of Fortune                      | Youdao                            |                                                                                                 |
| 2013    | Beauties at the Crossfire             | Du Yuntang                        |                                                                                                 |
| 2014    | The Investiture of the Gods           | Jiang Ziya                        |                                                                                                 |
| 2014    | Tears of Woman                        | Wu Lianshan                       |                                                                                                 |
| TBA     | Weibo Daren                           | Han Zijing                        | post-production                                                                                 |
| TBA     | 12 Money Darts                        | Yang Hua                          | post-production                                                                                 |

## Música
- "Contact Lense Hero" (隱形眼鏡俠)
- "Spinning" (旋旋轉)
- "Surrounded" (左擁右抱)
- "Same Space" (同等的空間)
- "Saving This Moment" (留住這時光)
- "Bicycle" (單車) - originally by Eason Chan
- "The Stronger, the Braver" (愈強越勇) - Olympic Six Stars
- "My Pride" (我的驕傲) - Olympic Six Stars
- "Riding Winds, Plowing Waves" (乘風破浪) - Olympic Six Stars
- "Suddenly" (來去豁然) - Olympic Six Stars
- "Clicked You" (CLICK中你)
- "New Friend" (新朋友)
- "Strong" (強) - The Academy (學警雄心) Sub-theme, originally by Aaron Kwok
- "Child, Let Me Love" (孩子‧讓我愛) - New Born (天地孩兒) theme song
- "True Hero" (真心英雄) - Guts of Man (肝膽崑崙) theme song
- "Unwilling" (捨不得)
- "Storm" (風暴) - The Four (少年四大名捕) theme song, with Raymond Lam, Ron Ng, Kenneth Ma
- "Black and White Variation" (黑白變奏) - E.U. (學警狙擊) theme song, with Ron Ng and Michael Tse
- "Legalized Bride Theft" (合法搶親) - A Bride for a Ride (王老虎搶親) theme song, with Chin Kar-lok and Wong Cho Lam
- "Loving You Is My Happiness" (愛你就是我的幸福) - Yan Yu Xie Yang (煙雨斜陽) theme song

## Premios
TVB Anniversary Awards
- Most Improved Actor -- nominee for Bar Benders, Maiden's Vow (2006)
- Best Supporting Actor -- nominee for Maiden's Vow (2006)
- Most Improved Actor -- nominee for The Academy, Wong Fei Hung: Master of Kung Fu (2005)